# Pogana
Pogana – wieś w Rumunii, w okręgu Vaslui, w gminie Pogana. W 2011 roku liczyła 753 mieszkańców.